# Erzsébet Elekes
Erzsébet Elekes, coniugata Hallósyné (Dávidháza, 19 giugno 1945), è un'ex cestista ungherese.

## Carriera
Con l'Ungheria ha disputato i Campionati europei del 1966, segnando 9 punti in 5 partite.